# Powstanie iżewsko-wotkińskie

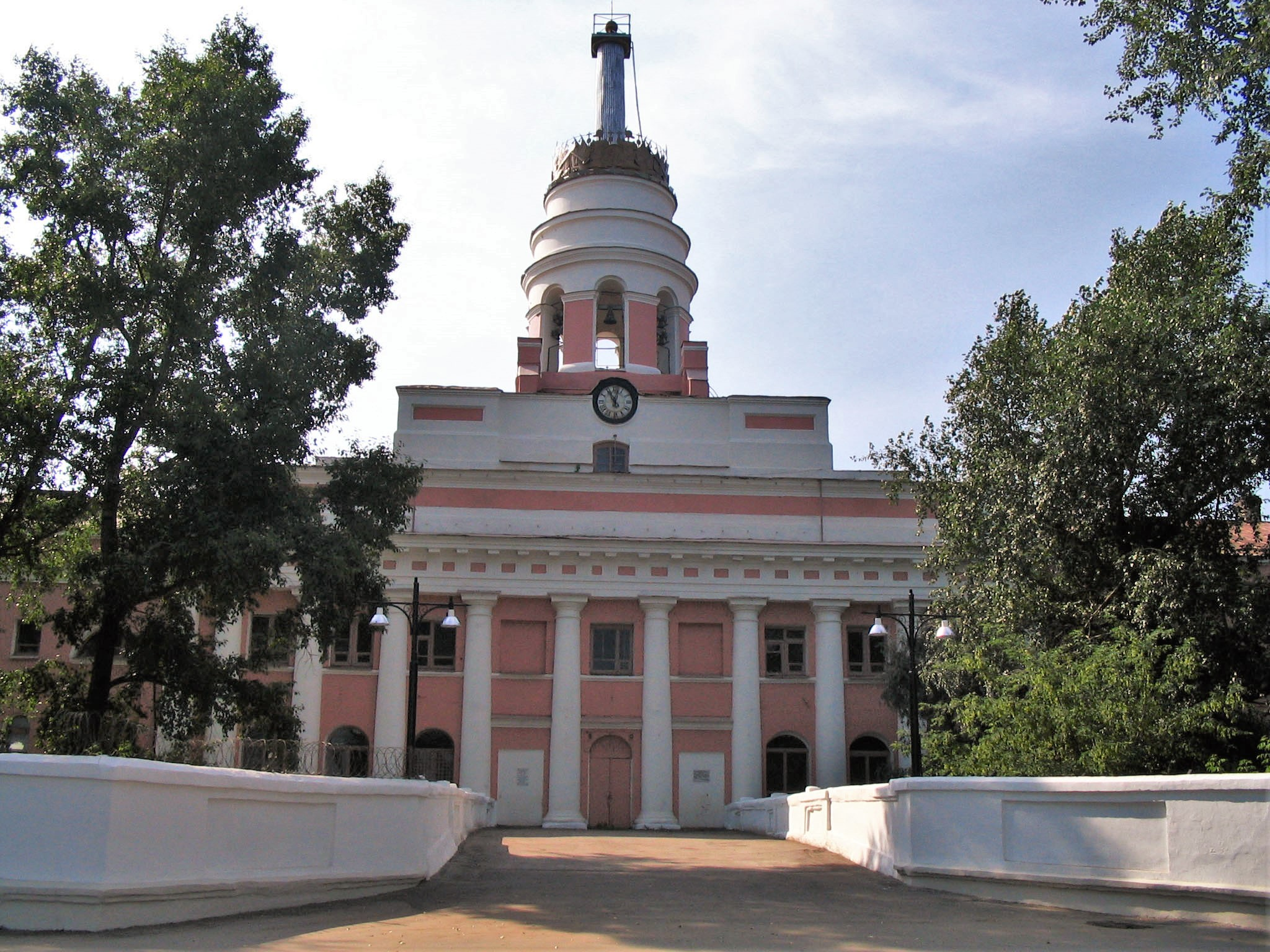
Główne wejście do Zakładów Iżewskich (obecnie)

Powstanie iżewsko-wotkińskie (ros. Ижевско-Воткинское восстание) – antybolszewickie powstanie robotnicze w II połowie 1918 roku w Iżewsku i Wotkińsku na południu Uralu podczas wojny domowej w Rosji.
W sierpniu 1918 roku wśród robotników zakładów przemysłowych Iżewska, a następnie pobliskiego Wotkińska wybuchło powstanie skierowane przeciwko bolszewikom. Dużą rolę w wywołaniu powstania odegrali byli żołnierze frontowi, zrzeszeni w obu miastach w tzw. Związkach Frontowików. Ruch powstańczy objął następnie okoliczne chłopstwo. Uformowała się najwyższa polityczna władza powstańcza w postaci Prikamskiego Komitetu Zgromadzenia Ustawodawczego (Prikamskiego Komucza) z siedzibą w Iżewsku, który podporządkował się Komuczowi w Samarze. Powstańcy utworzyli siłę zbrojną – Iżewską Armię Ludową i Wotkińską Armię Ludowo-Rewolucyjną.
Niemal natychmiast rozpoczęły się ataki wojsk bolszewickich, zmierzające do uśmierzenia powstania. Początkowo powstańcy odnosili sukcesy militarne, zdobywając 30 sierpnia leżący na południu Sarapuł i rozszerzając zasięg powstania po linię rzeki Kamy. Był to szczyt ich możliwości militarnych. Po upadku Kazania 10 września, bolszewicy skierowali przeciwko nim kilkakrotnie liczniejsze i znacznie lepiej uzbrojone wojska. Na początku października padł Sarapuł, a siły powstańcze zostały prawie całkowicie okrążone. Powstańcy próbowali bezskutecznie uzyskać bezpośrednie wsparcie ze strony wojsk Białych. W listopadzie wojska bolszewickie zdobyły Iżewsk, a następnie Wotkińsk. Ocaleli powstańcy wycofali się za Kamę, docierając pod koniec listopada do wojsk Białych.

## Geneza
W czasach Rosji carskiej w Iżewsku i leżącym na zachód od niego Wotkińsku w Udmurcji na Południowym Uralu istniały metalurgiczne i zbrojeniowe zakłady przemysłowe. Należały one do największych tego typu fabryk rosyjskich. Zatrudniały ogółem ponad 40 tysięcy robotników. W czasie I wojny światowej produkowały rocznie ok. 150 tysięcy karabinów i ok. 200 tysięcy naboi. Na rzecz zakładów pracowali także okoliczni chłopi. Dostarczali drewno, smołę, produkty rolne, jaja i inne produkty. Prowadzili na miejskich bazarach handel z dobrze zarabiającymi robotnikami i innymi mieszkańcami miast.
Robotnicy cieszyli się dużymi przywilejami. Większość z nich mieszkała we własnych domkach, przy których istniały sady, ogrody, kawałki ziemi rolniczej. Nierzadko mieli krowy, konie i ptactwo hodowlane. Korzystali z zakładowych lasów i jezior. Mieli bezpłatną służbę zdrowia, która leczyła też ich rodziny. Po przejściu na emeryturę mieli zagwarantowane dożywotnie świadczenia finansowe. W miastach funkcjonowały szkoły podstawowe i średnie, a sami robotnicy uczyli się w szkołach zawodowych. Wykształciła się w nich liczna warstwa wysoko wykwalifikowanych robotników (tzw. arystokracji robotniczej), mających nawet w Iżewsku swój bank.

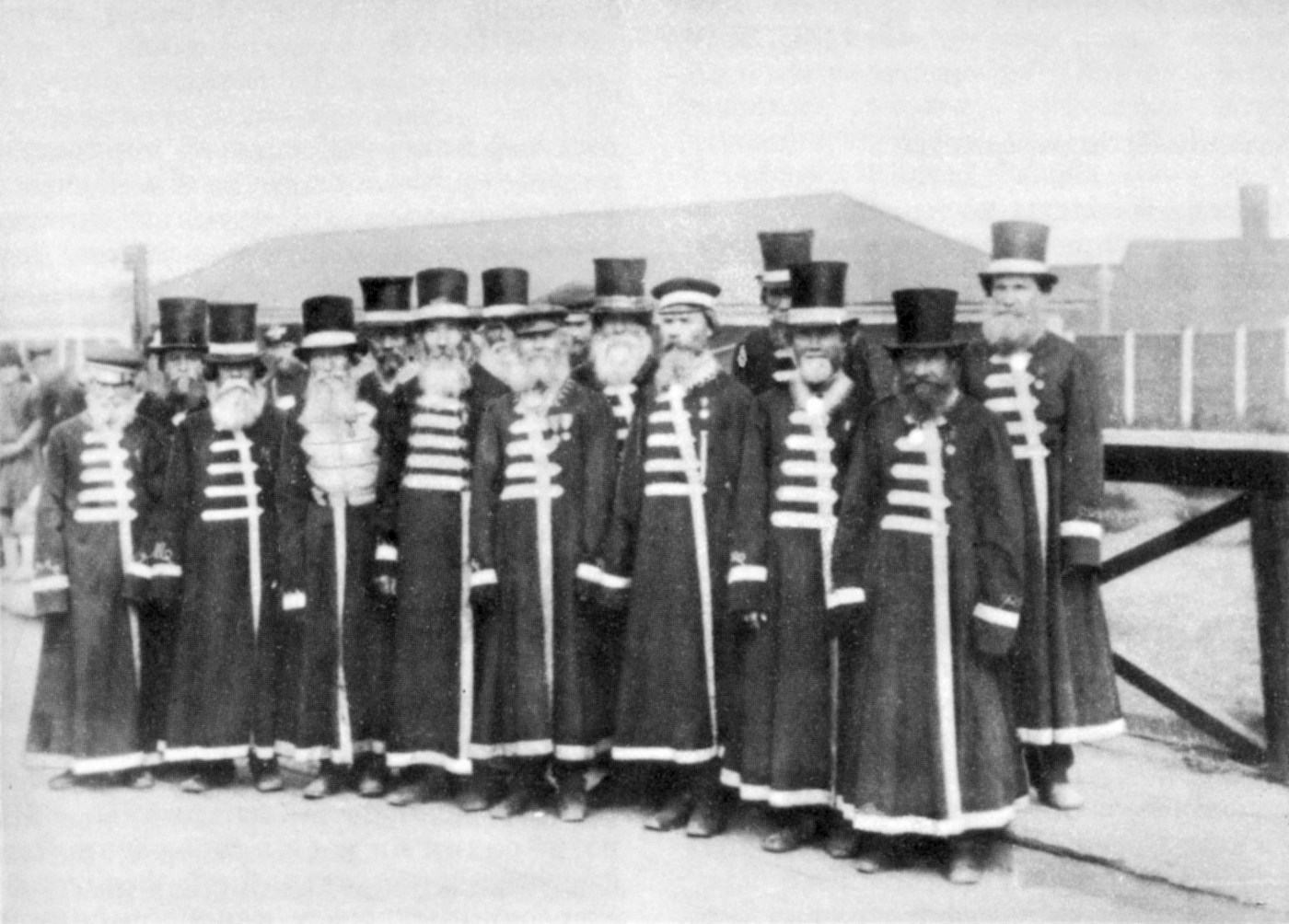
Mistrzowie robotniczy Zakładów Iżewskich

Sytuację robotników zmieniła rewolucja lutowa 1917 roku. Zaczęły powstawać organizacje polityczne: bolszewików i ich sojuszników maksymalistów oraz eserów i mienszewików, czyli tzw. prawicy socjalistycznej. Po rewolucji październikowej władzę w Iżewsku i Wotkińsku przejęli bolszewicy. Utworzyli oni oddziały Czerwonej Gwardii i Czerezwyczajki, prowadzące represje wobec przeciwników politycznych i wszystkich wrogów rewolucji. „Kontrrewolucjonistów” masowo aresztowano, wielu z nich rozstrzelano. Rozpoczęły się u chłopów zbrojne rekwizycje produktów rolnych, chleba, jaj itp. W ten sposób bolszewicy zlikwidowali wolny handel z miastami. Pojawił się wcześniej nieznany głód.
W październiku 1917 roku powstała w Iżewsku 250-osobowa Rada Delegatów Robotniczych, w której większość stanowili bolszewicy i maksymaliści. Utworzyli oni oddział Czerwonej Gwardii, wbrew stanowisku eserów i mienszewików, chcących powołać milicję obywatelską. W maju 1918 roku doszło do nowych wyborów, w wyniku których większość członków Rady okazała się bezpartyjna. Byli to faktyczni przedstawiciele robotników. W odpowiedzi bolszewicy zastosowali obstrukcję obrad. Z tego powodu pod koniec maja Rada została rozpuszczona. Bojówki bolszewickie od początku prześladowały niebolszewickich członków Rady. Jeden z czołowych działaczy robotniczych został nawet skrytobójczo zabity.
Represje objęły również wyznawców prawosławia i bogatszych chłopów (tzw. kułaków). W zakładach bolszewicy wprowadzili tzw. kontrolę robotniczą na wszystkich etapach produkcji (komisarze zakładowi), która utrudniała produkcję. W miastach zostały znacjonalizowane banki, kina, teatry i inne instytucje. Zlikwidowano wolny handel, w tym prowadzony między chłopami a mieszkańcami miast. W zamian wprowadzono system kartkowy. Bojówki bolszewickie i czerwonogwardziści prowadzili konfiskatę złota, srebra i innych cenności, a na wsi przeprowadzali zbrojne rekwizycje chleba, jaj i innych produktów rolnych. Od czerwca działała w Iżewsku Wszechrosyjska Komisja Nadzwyczajna do Walki z Kontrrewolucją i Sabotażem (Czeka), która rozpoczęła rozstrzeliwania osób podejrzanych o popieranie kontrrewolucji. Działania takie doprowadziły do narastającej wrogości chłopów i mieszkańców miast w stosunku do bolszewików.

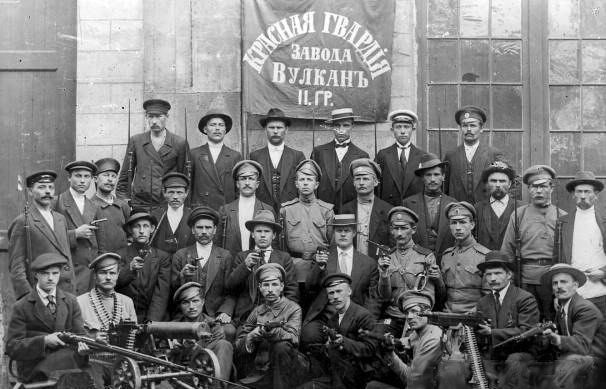
Oddział Gwardii Czerwonej jednej z fabryk

Po moskiewskim VIII Zjeździe Partii Eserów działacze tej partii wespół z mienszewikami przeszli do ofensywy. Podczas nowych wyborów w połowie czerwca 1918 roku zdobyli większość miejsc w iżewskiej Radzie Delegatów Robotniczych. Wzmogło to konflikty z bolszewikami, którzy zachowali pod kontrolą zakłady przemysłowe i miejskie organy wykonawcze. Ostatecznie w lipcu do Iżewska przybył z Kazania specjalny oddział wojskowy marynarzy, który rozgonił Radę. Na jej miejsce został powołany komitet miejski składający się wyłącznie z bolszewików i maksymalistów na czele z bolszewikiem S. I. Chołmogorowem. Przywódcy Rady zostali aresztowani, wielu działaczy było prześladowanych.

## Wybuch powstania
Działania represyjne spowodowały wrogość robotników i chłopów, do których w większości nie trafiała agitacja bolszewicka. Na prowincji zaczęły powstawać konspiracyjne komórki antybolszewickie. W Iżewsku główną siłą sprzeciwiającą się bolszewikom okazał się Związek Frontowików. Składał się z około 4 tysięcy byłych żołnierzy i podoficerów, którzy powrócili do domów z frontów I wojny światowej. Pierwotnie jego zadaniem była samopomoc społeczna wśród jego członków i ich rodzin. Represje bolszewickie doprowadziły jednak do politycznego zaangażowania się „frontowików”. Spotykali się oni na półlegalnych zebraniach, których kulminacja nastąpiła pod koniec lipca 1918 roku. Związek Frontowików działał początkowo również w Wotkińsku, ale został zlikwidowany przez miejscowe władze bolszewickie.
Był to okres idealnie sprzyjający antybolszewickiemu wystąpieniu zbrojnemu w Iżewsku i Wotkińsku. Wojska Białych i oddziały Korpusu Czechosłowackiego odnosiły w zachodniej części Syberii coraz większe sukcesy militarne nad bolszewikami. Ich ukoronowaniem było zajęcie 7 sierpnia 1918 roku Kazania, gdzie zdobyto wielkie ilości uzbrojenia, amunicji i zapasów wojskowych. Do wojsk Białych przedostawało się wielu mieszkańców Iżewska i Wotkińska, a szczególnie okolicznych wsi.
Informacja o zdobyciu Kazania, a także ogłoszenie przez bolszewików powszechnej mobilizacji do Robotniczo-Chłopskiej Armii Czerwonej stały się iskrą, która doprowadziła do wybuchu powstania robotników zakładów Iżewska. 6 sierpnia wieczorem kierownictwo Związku Frontowików podjęło decyzję o rozpoczęciu walk. W nocy Czeka aresztowała 11 członków władz Związku Frontowików. Bolszewicy wiedzieli o wrogich nastrojach wśród robotników i chłopów, ale liczyli na to, że większość robotników nie przyłączy się do powstania. 7 sierpnia wieczorem doszło do kolejnego zebrania robotników i mieszkańców Iżewska na głównym placu. Zażądali oni od władz bolszewickich zwolnienia aresztowanych przywódców Związku Frontowików. Odmówili jednocześnie mobilizacji, a domagali się w zamian wydania broni dla „frontowików”. W odpowiedzi bolszewicy rozgonili zebranych, aresztując część z nich. W nocy obradowały władze bolszewickie, a tymczasem robotnicy i „frontowicy” uzbroili się w karabiny uzyskane z zakładów.
8 sierpnia rano miało miejsce kolejne zebranie. Po odmowie wydania aresztowanych „frontowików” tłum zaatakował milicjantów i członków Czerwonej Gwardii, a następnie pozostałe siły bolszewickie. Czynnikiem sprzyjającym był fakt ich znacznego osłabienia, gdyż większość bolszewików i maksymalistów została wcześniej wysłana na front. Do końca dnia Iżewsk został opanowany przez powstańców. Największe znaczenie miało zdobycie arsenałów. Większość bolszewików i maksymalistów została aresztowana, niektórym udało się zbiec do leżącego na południe od Iżewska Sarapułu. 17 sierpnia 1918 roku robotnicy pobliskiego Wotkińska z pomocą 250-osobowego oddziału z Iżewska z 1 działem zajęli swoje miasto. Dużym sukcesem było zdobycie w obu miastach ok. 26 milionów rubli, zrabowanych wcześniej przez bolszewików. Wreszcie 30 sierpnia został zdobyty Sarapuł, w którym istniały duże zakłady skórzane. Było to ukoronowaniem sukcesów powstańczych.
Schwytani bolszewicy, maksymaliści i ich zwolennicy zostali aresztowani. Część z nich została rozstrzelana, a pozostałych powstańcy umieścili na barkach zacumowanych przy brzegu rzeki Kamy. Pełniły one rolę tymczasowego więzienia. Ogółem trafiło na nie ok. 3 tysięcy aresztowanych z Iżewska, podobna liczba z Wotkińska i ok. 1 tys. z Sarapułu. Na barkach panowały bardzo złe warunki. Wielu osadzonych zmarło. Było to jednym z głównych argumentów w późniejszych represjach bolszewików nad mieszkańcami Iżewska i Wotkińska.

## Władze cywilne i sytuacja wewnętrzna
Po zwycięstwie powstańców w Iżewsku natychmiast przystąpiono do tworzenia władz powstańczych. Początkowo władzę przejęła reaktywowana Rada Delegatów Robotniczych. W prezydium zasiedli mienszewik B. N. Kucenko, eser W. I. Buzanow, przedstawiciel Związku Frontowików S. I. Sołdatow, kupiec Tiulkin, bezpartyjni Sannikow i Goriew.
17 sierpnia najwyższą władzą ogłosił się Prikamski Komitet Zgromadzenia Ustawodawczego (Prikamski Komucz). Jego przewodniczącym został eser N. I. Jewsiejew, a członkami pozostali działacze tej partii W. I. Buzanow, A. D. Kariakin i K. S. Szułakow. Podporządkowali się oni Komuczowi w Samarze, a pod koniec września 1918 roku tzw. Dyrektoratowi Ufijskiemu w Ufie. Sprawowały one bowiem zwierzchnią władzę nad wyzwolonymi od bolszewików obszarami Syberii. Siedzibą Prikamskiego Komucza był Iżewsk, a do Wotkińska i Sarapułu zostali wysłani jego przedstawiciele na prawach komisarzy. Jedną z pierwszych decyzji Prikamskiego Komucza było powołanie biura agitacyjno-propagandowego, które rozpowszechniało wśród robotników i chłopów eserowskie broszury, materiały propagandowe, prowadziło odczyty itp. Głoszono hasła demokratyczne, odwołujące się do rewolucji lutowej 1917.
Na początku września 1918 roku na terenach zajętych przez powstańców przeprowadzono reformę administracyjną, w wyniku której powołano miejskie i wiejskie organy samorządowe. Obowiązywały do nich demokratyczne wybory. Ludność odzyskała prawa i wolności, wprowadzone w Rosji po rewolucji lutowej 1917. Odbyły się wolne wybory do samorządów robotniczych. Poprawiło się położenie robotników, których prawa zostały spisane i zaakceptowane przez dyrekcje zakładów. Związki zawodowe uzyskały samodzielność. Z drugiej strony zachowano część dekretów bolszewickich, których postanowienia były sprzyjające dla robotników. Ponadto robotnicy otrzymywali zapłatę w wysokości ustalonej jeszcze przez bolszewików. Była ona taka sama także dla żołnierzy walczących w szeregach powstańczych armii.
Na obszarach wyzwolonych przez powstańców odżył wolny handel między okolicznymi chłopami a robotnikami i mieszkańcami miast. Zapełniły się bazary, otwarto stragany i sklepy. Dzięki temu znacznie poprawiło się położenie chłopów, mogących za swoje produkty rolne kupować w miastach potrzebne im rzeczy. W miastach bardzo silnie rozwinęło się życie kulturalne. Odbywały się liczne wieczorki literacko-muzyczne, spotkania, przemówienia, wykłady. Władze powstańcze wydawały własne gazety: „Iżewskij Zaszczitnik”, „Wotkinskaja Żizń”, czy „Wotkinskij Wiestnik”, chętnie czytane przez robotników i mieszkańców miast. Opisywano w nich życie codzienne, postępy oddziałów powstańczych na froncie, pojawiały się artykuły z dziedziny kultury, sztuki, nauki.
Ożywiła się również produkcja w zakładach przemysłowych. Siły powstańcze, zagrożone atakiem Armii Czerwonej, potrzebowały dużo broni. Robotnicy pracowali więc na 3 zmiany, dzięki czemu dzienna produkcja karabinów doszła do 2,5 tysiąca sztuk. Pod władzą bolszewików wynosiła jedynie kilkaset sztuk. Swój wkład w pomoc powstańcom wnosiły także kobiety i młodzież. Kobiety zajęły miejsce w zakładach tych robotników, którzy wstąpili do sił powstańczych. Ponadto przygotowywały żywność dla walczących powstańców. Z kolei młodzież pomagała kopać okopy, rowy i inne zapory wojskowe.

## Sytuacja wojskowa
Obok władz cywilnych ukształtowały się władze wojskowe. Inicjatywę w tej kwestii sprawowali frontowicy, którzy objęli funkcje oficerskie. Najpierw został powołany sztab obrony, na czele którego stanęli kpt. Cyganow, kpt. Sołdatow i por. Zebzijew. Wkrótce przekazali oni najwyższe dowództwo kapitanowi Dmitrijowi I. Fiediczkinowi. Był to bowiem jedyny zawodowy oficer carskiej armii przebywający w Iżewsku. Podobna sytuacja miała miejsce w Wotkińsku, gdzie dowództwo objęli 2 zawodowi oficerowie: sztabskapitan Gieorgij N. Juriew i kapitan Niłow. Okazali się oni energicznymi dowódcami, mającymi posłuch wśród swoich podkomendnych.
Siły powstańcze zostały zorganizowane w Iżewską Armię Ludową pod dowództwem kpt. Cyganowa, a od 13 sierpnia kapitana D.I. Fiediczkina i Wotkińską Armię Ludowo-Rewolucyjną, dowodzoną przez kpt. Niłowa, a od 2 września kpt. Żurawlewa. Po zdobyciu Sarapułu zaczęto też tworzyć Sarapulską Armię Ludową pod dowództwem kpt. Diewatkowa, ale ostatecznie nie osiągnęła ona gotowości bojowej. Składały się one zarówno z robotników, pozostałych mieszkańców miast, jak też chłopów. Ich liczebność osiągnęła maksymalnie 75 tysięcy ludzi. Obie armie składały się z „frontów” (nazywanych od kierunków ataków bolszewickich, np. kazański, północny, kaliański), a te z kompanii (rot). Kompanie miały numery, a niektóre swoje nazwy, np. kompanie chłopskie, kompania techniczna (od techników z zakładów), czy kompania leśna (od leśników). Utworzono także oddział konny Wotkińskiej Armii Ludowo-Rewolucyjnej, który przeprowadzał dalekie rozpoznania pozycji bolszewickich.
W oddziałach powstańczych nie obowiązywały zwyczaje z czasów carskich. Nie było kary śmierci, oficerowie nie mieli prawa narzucać dyscypliny wojskowej zwykłym żołnierzom. Obowiązywały prawa rewolucyjne, rozkazy dowództwa musiały być zaakceptowane przez komitety żołnierskie, które mogły odmawiać ich wykonania. Najgorzej pod tym względem sytuacja wyglądała w Sarapule, gdzie były bardzo silne wpływy bolszewików. Poważnym problemem powstańców był brak przez pewien czas jednolitego dowództwa. W tej sytuacji armie powstańcze działały samodzielnie. W rezultacie kapitan D.I. Fiediczkin we wrześniu został wyznaczony przez Prikamski Komucz głównodowodzącym wojskami Kraju Prikamskiego, a sztab Iżewskiej Armii Ludowej przekształcono w sztab główny Kraju Prikamskiego. Ponadto do wydawania rozkazów wtrącali się polityczni członkowie Prikamskiego Komucza. Rozkazy wojskowe były kolektywnie podpisywane przez tzw. głównodowodzącego Prikamskiego Komucza, przedstawiciela Związku Frontowików i członka miejskiej rady delegatów robotniczych (w Sarapule rozkazy podpisywał też delegat komitetu zakładowego).
Najwyższe władze bolszewickie zostały całkowicie zaskoczone wybuchem powstania w Iżewsku i Wotkińsku. Straciły one przede wszystkim dopływ uzbrojenia z Zakładów Iżewskich, jednych z trzech największych w tym okresie w Rosji. Siły powstańcze, działające na tyłach walczących w rejonie Kazania oddziałów bolszewickiej 3 Armii, były dla niej wielkim zagrożeniem. Jednakże największym ciosem dla bolszewików był fakt wystąpienia przeciwko ich władzy robotników i chłopów, czyli przedstawicieli tych warstw społecznych, w imieniu których prowadzili rewolucję. Stąd ich działania były natychmiastowe i bezwzględne. Głównodowodzący bolszewickich sił zbrojnych, Lew D. Trocki wydał rozkaz całkowitego zniszczenia Iżewców i Wotkińców z ich rodzinami.
Niemal natychmiast po opanowaniu przez powstańców Iżewska rozpoczęły się ataki oddziałów bolszewickiej 2 Armii, której sztab stacjonował w Sarapule. Zostały one wsparte doborowymi oddziałami ściągniętymi z Moskwy, Piotrogrodu i spod Kazania. Wysadzono też desanty nad Kamą w przystaniach Goliany i Galiewo. Wszystkie ataki zostały jednak odparte przez siły powstańcze. W wyniku walk 17–18 sierpnia 2 Armia poniosła natomiast tak duże straty, że straciła wręcz zdolność do prowadzenia poważniejszych działań taktycznych.
Na początku września zasięg powstania doszedł do maksymalnych rozmiarów. Wojska powstańcze na północy podeszły pod linię kolejową Wiatka-Perm, zagrażając siłom bolszewickim zablokowaniem transportów żołnierzy i uzbrojenia. Na zachodzie powstańcy doszli do linii rzeki Wiatki. Na południu rozwijali działania zaczepne w rejonie linii kolejowej Kazań-Jekaterynburg. Na wschodzie natomiast operowali na lewym brzegu rzeki Kamy w kierunku na miasto Osa. Obszary zajęte przez siły powstańcze, obejmujące część terytorium wiackiej i permskiej guberni, liczyły ok. 35 tysięcy wiorst kwadratowych z ponad 1 milionem ludności.
Wojska powstańcze były zdyscyplinowane i mężne, ale brakowało im wyszkolenia wojskowego i oficerów. Nie najlepiej wyglądała też kwestia uzbrojenia, choć zdobyto spore ilości broni, w tym kilkadziesiąt karabinów maszynowych i ok. 10 dział polowych. Powstańcy bez pomocy wojsk Białych nie byli jednak w stanie wygrać z o wiele lepiej uzbrojoną, wyszkoloną i liczniejszą Armią Czerwoną.
Dlatego od września 1918 roku najważniejszym zadaniem stało się uniemożliwienie zamknięcia okrążenia sił powstańczych oraz nawiązanie kontaktu z Białymi w Kazaniu i Symbirsku z jednej strony, a w Ufie z drugiej. Zdołano dotrzeć do władz Komucza i Dyrektoriatu Ufijskiego. Przedstawiciele obu centrów władzy Białych fałszywie twierdzili, że ich wojska spieszą na pomoc powstańcom. W rzeczywistości jedynie Wołżańsko-Kamska Flotylla Rzeczna kontradmirała Gieorgija K. Starka i kapitana 2 rangi Fieodosjewa wpłynęła na rzekę Kamę i patrolowała ujście rzeki Białej do Kamy. Zapewniło to możliwość wycofania sił powstańczych na obszary kontrolowane przez wojska Białych. Flotylla przywiozła też powstańcom niewielką pomoc materialną w postaci 40 tysięcy pocisków karabinowych, 100 granatów ręcznych, 50 siodeł kawaleryjskich i 1 działa z 50 pociskami. Drugim przejawem minimalnego wsparcia ze strony Białych było uzyskanie przez niewielki oddział Iżewskiej Armii Ludowej w Samarze 60 kompletów umundurowania, 10 tys. naboi artyleryjskich i 15 milionów rubli. W drodze powrotnej Iżewcy natrafili jednak na konnicę bolszewicką i byli zmuszeni zostawić całą pomoc materialną, zabierając do Iżewska tylko pieniądze.
10 września 1918 roku bolszewicy odzyskali Kazań. Od tej pory losy powstańców Iżewska i Wotkińska były przesądzone. Ich siły zbrojne w wyniku dotychczasowych walk były znacznie osłabione, spadając pod koniec września do liczebności ok. 10 tysięcy ludzi. Bolszewicy skierowali przeciwko nim siły 3 Armii pod dowództwem Michaiła Łaszewicza i odbudowanej 2 Armii pod dowództwem Wasilija Szorina, zwolnione spod Kazania. Na początku października upadł Sarapuł. Siły powstańcze zostały praktycznie okrążone. Jedynym obszarem, łączącym je z terenami kontrolowanymi przez Białych, pozostawało ujście rzeki Białej. Dowództwo powstańcze i władze Prikamskiego Komucza nie chcieli jednak ewakuować się w kierunku Ufy, lecz przyjęły strategię dalszego prowadzenia działań wojennych w oczekiwaniu na przybycie wojsk Białych.
Pogarszała się sytuacja na obszarach powstańczych. Wśród chłopów wzmagała się agitacja bolszewicka. Spadało morale żołnierzy, coraz bardziej zaczynało brakować uzbrojenia i amunicji. Brakowało także pieniędzy na żołd, na kupno żywności od chłopów. Położenie pogorszyło zdobycie Samary przez bolszewików 7 października. Nadzieję pokładano jeszcze we władzach Dyrektoriatu Ufijskiego, do którego co jakiś czas wysyłano kurierów i przedstawicieli. Członkowie Prikamskiego Komucza wciąż twierdzili, że ich towarzysze z Ufy spieszą z pomocą finansową i wojskową. Pod Ufą trwały jednak ciężkie walki z nacierającymi wojskami bolszewickimi.

## Ostatni okres powstania
W ostatnich dniach września wojska bolszewickie zajęły ujście Białej, skąd wcześniej – bez powiadomienia powstańców – odpłynęła flotylla rzeczna Białych. W rezultacie wojska bolszewickie wysadziły silne desanty nad Kamą, skąd rozpoczęły one natarcie na Iżewsk. Stało się jasne, że miasto padnie. Z tego powodu 20 października kapitan D.I. Fiediczkin zaproponował ewakuację sił powstańczych i ludności cywilnej z Iżewska za Kamę w celu połączenia się z wojskami Białych. Członkowie Prikamskiego Komucza odrzucili ten pomysł, ciągle wierząc w pomoc wojskową od Dyrektoriatu Ufijskiego. Kapitan D.I. Fiediczkin został zwolniony z funkcji głównodowodzącego wojskami powstańczymi, a na jego miejsce został mianowany sztabskapitan Gieorgij Jurjew, dotychczasowy szef sztabu Wotkińskiej Armii Ludowo-Rewolucyjnej. Oświadczył on publicznie ludności Iżewska, że do miasta zbliżają się dwa pułki Ludowej Armii Komucza. Potwierdzili to członkowie Prikamskiego Komucza.
W pierwszych dniach listopada wojska bolszewickie stanęły pod Iżewskiem. Wśród żołnierzy powstańczych i mieszkańców miasta pojawiły się oznaki paniki. Emisariusze bolszewiccy zaproponowali robotnikom wydanie im całej inteligencji i przywódców powstania oraz zdanie broni za cenę amnestii, ale zostało to odrzucone.
W nocy zebrał się sztab powstańczy, który podjął drastyczne kroki. Na rannym mityngu robotników i mieszkańców miasta ogłoszono wprowadzenie kary śmierci za dezercję z pola walki. Wprowadzono też dyscyplinę wojskową w szeregach powstańczych. Pierwszy szturm bolszewików został jeszcze krwawo odparty przez siły powstańcze pod osobistym dowództwem kapitana D.I. Fiediczkina. Następnej nocy odbyło się zebranie władz wojskowych i cywilnych, na którym zdecydowano o ewakuacji przez Kamę w rejonie przystani Jełowaja, pozostającej jeszcze w rękach powstańców. 6 listopada bolszewicy okrążyli Iżewsk, atakując miasto z 2 stron. W nocy z 6 na 7 listopada – w trakcie walk – przeprowadzono ewakuację w kierunku na razie nie atakowanego Wotkińska.
Wojskom powstańczym i części ludności cywilnej ledwie udało się opuścić Iżewsk, przed zdobyciem go przez bolszewików 7 listopada. Bardzo wielu robotników i ich rodziny nie zdążyło jednak uciec z miasta. Kolumna uciekinierów udała się pod Wotkińsk, gdzie 11 listopada połączyła się z miejscowymi powstańcami, którym bez trudu udało się wyjść z miasta. Zabrali oni ze sobą część maszyn z zakładów, aby uniemożliwić ich uruchomienie przez bolszewików. W nocy z 11 na 12 listopada siły powstańcze przedostały się na moście pontonowym (następnie zniszczonym) przez Kamę na lewy brzeg rzeki. Osoby starsze i chore zostały zwolnione do domów, natomiast młodym przydzielono posiadane uzbrojenie, tworząc z nich brygadę.
Tymczasem w zdobytym Iżewsku i Wotkińsku bolszewicy rozpoczęli krwawe represje wobec pozostałych robotników i innych mieszkańców. Początkowo w ciągu kilku pierwszych dni zabito ok. 400 osób. Egzekucje trwały prawie miesiąc, aresztowano wszystkich, których wskazywali miejscowi komuniści, mieszkania i domki uciekinierów zostały rozgrabione i zniszczone. W ten sposób władza sowiecka rozprawiła się z niepokornymi robotnikami.

## W wojskach Białych
Marsz ok. 46-75 tysięcy powstańców i uchodźców cywilnych, w tym od 16 do 30 tysięcy Iżewców i od 30 do 45 tysięcy Wotkińców, w kierunku obszarów zajmowanych przez wojska Białych odbywał się przez 500 wiorst, w bardzo ciężkich zimowych warunkach, z kobietami i dziećmi, wąskim korytarzem wolnym od oddziałów bolszewickich. Ostatecznie pod koniec listopada napotkano oddziały należące do wojsk Armii Syberyjskiej dowodzonych przez generała porucznika Wasilija Bołdyriewa.
Na początku stycznia 1919 roku siły powstańcze zostały przekształcone w 2 związki taktyczne (Samodzielną Iżewską Brygadę Strzelecką, przekształconą w Iżewską Dywizję Strzelecką i Mieszaną Dywizję Strzelecką, przemianowaną na 15 Wotkińską Dywizję Strzelecką). Uczestniczyły one w walkach Białych z bolszewikami we Wschodniej Syberii, następnie w tzw. Wielkim Syberyjskim Marszu Lodowym przez zamarznięte Jezioro Bajkał, kolejnych walkach na Dalekim Wschodzie, aby ostatecznie w 1921 roku przejść na terytorium chińskiej Mandżurii. Okazały się jednymi z najlepszych jednostek wojskowych Białych na tym teatrze działań wojennych.
Na emigracji w San Francisco powstało Stowarzyszenie Iżewców i Wotkińców.